# Carlos Montoya
Carlos García Montoya (Madrid, España; 13 de diciembre de 1903-Wainscott, Nueva York, Estados Unidos; 3 de marzo de 1993) fue un destacado guitarrista gitano de flamenco y uno de los fundadores del estilo popular actual de la música flamenca.

## Inicios y carrera
Hijo de Juan García, vendedor ambulante, y de Emilia Montoya, guitarrista aficionada apodada "la tía Tula," ambos de etnia gitana. A los dos años, Carlos quedó huérfano de padre.  A los ocho años, su madre empezó a darle lecciones de guitarra y, dándose cuenta del especial talento del niño le hizo tomar lecciones del maestro apodado Pepe el Barbero, quien continuó adiestrándolo hasta comprender que el alumno superaba al maestro.  La madre quiso entonces confiarlo al magisterio de su hermano, el ya conocido guitarrista Ramón Montoya, pero éste alegó estar ocupado enseñando a su propio hijo. Pese a ello, madre y tío lo llevaron a sus giras, introduciéndolo en el ambiente del flamenco de la época. Contaba 14 años de edad cuando ya constaba como acompañante profesional de bailaores y cantantes de flamenco en los cafés de Madrid, sin tener conocimientos formales de teoría musical, ya que entonces no se consideraba a la guitarra como instrumento de conciertos.
En 1928 conoció a la bailaora Antonia Mercé, apodada artísticamente La Argentina quien le invitó a unirse a su compañía artística. Con esta compañía el guitarrista permaneció tres años, uniéndose luego a la del cantante, actor, bailarín y coreógrafo de flamenco Vicente Escudero. En 1933 realiza sus primeras giras fuera del continente europeo, esta vez a Estados Unidos y países del Lejano Oriente con la banda La Teresina. En Japón Montoya fue bien recibido, hasta el punto de que se le ofreció un puesto de profesor de guitarra por dos años en la Universidad de Tokio. Aunque rechazó la oferta, permitió que la universidad hiciera una película de su método de ejecución para usarlo como herramienta de enseñanza.
Al final de los años 30 realiza giras en Estados Unidos e Iberoamérica junto a la bailarina y coreógrafo de flamenco Encarnación López Júlvez, conocida como La Argentinita. El estallido de la II Mundial en 1939 le hizo fijar residencia en EE. UU., donde conocería sus mayores éxitos al unirse a la bailaora estadounidense Sallie McLean, con la que contrajo matrimonio en 1940; esto le facilitó adoptar la nacionalidad estadounidense. Continuó sus giras con La Argentinita hasta la muerte de ella en 1945. Al final de los años 40, por sugerencia de su esposa, Montoya abandonó la tradicional formación flamenca con cantantes y bailarines y se hizo fabricar guitarras que sirvieran para añadir efectos percusivos a sus interpretaciones, y amplió sus posibilidades musicales interpretando jazz, blues y música folk.
Desde los años 50 realizó grabaciones para varios sellos grandes e independientes, incluyendo RCA Victor, Everest y Folkways. Con la empresa discográfica Cook Laboratories inició sus primeras grabaciones con sonido estéreo hacia 1951.
Montoya realizaba giras artísticas durante todo el año, pero siempre volvía a su tierra natal, España, para pasar las vacaciones de Navidad con su familia.

## Fallecimiento
Montoya falleció a los 89 años de edad debido a insuficiencia cardíaca en la pequeña aldea de Wainscott, Nueva York.